# Your Monster
Your Monster är en amerikansk skräckkomedifilm från 2024.  Filmen är regisserad av Caroline Lindy som även skrivit filmens manus. Filmen är baserad på hennes kortfilm med samma namn från 2019.
Filmen hade världspremiär på Sundance Film Festival den 18 januari 2024.

## Handling
Filmen kretsar kring skådespelaren Laura Franco som möter ett skräckinjagande men charmigt monster som bor i hennes garderob.

## Rollista (i urval)
- Melissa Barrera
- Tommy Dewey
- Edmund Donovan
- Kayla Foster